# Acrometopum theroni
Acrometopum theroni – rodzaj pluskwiaków z podrzędu fulgorokształtnych i rodziny Gengidae.
Gatunek ten opisany został w 2007 roku przez Aleksandra F. Emeljanowa na podstawie pojedynczej samicy.
Pluskwiak o ciele długości 8,4 mm, ubarwionym rudobrązowo z jasnobrązowymi odnóżami i spodem tułowia oraz ciemnobrązowym spodem odwłoka. Głowa dłuższa niż u A. costatipenne. Długość coryphe półtora raza większe niż przedplecza i tarczki razem wziętych. Przed oczmai coryphe zwęża się do połowy długości, dalej nieco rozszerza, a kończy ściętym wierzchołkiem. Boki metope posiadają silne, kanciaste rozszerzenia. Wspólny obrys pokryw podłużno-owalny.
Gatunek znany tylko z RPA (Prowincja Przylądkowa Zachodnia).